# 마륵시스츠카야역
마륵시스츠카야역(러시아어: Марксистская)은 모스크바 지하철 칼리닌스코 솔른쳅스카야 선의 역이다. 1979년 12월 30일에 개장했다. 역명은 마륵시스츠카야(Marksistkaya) 거리의 이름을 따고, 건축 테마는 마르크스주의 이상(Marxist)의 순수성이다.

## 구조
역의 벽에는 분홍색 가즈건을 포함한 전체적인 붉은색 테마를 적용했다. 1979년부터 1987년까지 모스크바 메트로에서 가장 깊은 역이었다.

## 지리
역은 타간카 광장의 동쪽 가장자리에 위치하고 있으며, 지하 전각은 타간스카야와 마륵시스츠카야 거리의 광장으로 유입되어 거리 양쪽 지상부에서 지하철 이용이 가능하고 인접 도로의 정점에 위치한 열린 광장으로 유입되는 곳에 위치한다.

## 환승
마륵시스츠카야 역에서는 콜체바야 선의 타간스카야 역과 타간스코 크라스노프레스넨스카야 선의 타간스카야 역으로 갈아탈 수 있다.